# Ледісміт
Ледісміт (англ. Ladysmith) — містечко в Канаді, у провінції Британська Колумбія, у складі регіонального округу Каувічен-Велі.

## Населення
За даними перепису 2016 року, містечко нараховувало 8537 осіб, показавши зростання на 7,8%, порівняно з 2011-м роком. Середня густина населення становила 711,9 осіб/км².
З офіційних мов обидвома одночасно володіли 475 жителів, тільки англійською — 7 945, тільки французькою — 5, а 15 — жодною з них. Усього 470 осіб вважали рідною мовою не одну з офіційних, з них 5 — одну з корінних мов, а 15 — українську.
Працездатне населення становило 57% усього населення, рівень безробіття — 6,2% (6,9% серед чоловіків та 5,5% серед жінок). 84,8% осіб були найманими працівниками, а 13,3% — самозайнятими.
Середній дохід на особу становив $42 943 (медіана $34 268), при цьому для чоловіків — $53 393, а для жінок $33 617 (медіани — $44 971 та $28 122 відповідно).
28,8% мешканців мали закінчену шкільну освіту, не мали закінченої шкільної освіти — 15,3%, 56,1% мали післяшкільну освіту, з яких 27,1% мали диплом бакалавра, або вищий, 35 осіб мали вчений ступінь.
| Статево-вікова структура населення | Статево-вікова структура населення | Статево-вікова структура населення | Статево-вікова структура населення | Статево-вікова структура населення |
| ---------------------------------- | ---------------------------------- | ---------------------------------- | ---------------------------------- | ---------------------------------- |
|                                    |                                    |                                    |                                    |                                    |
| Всього                             | Всього                             | 47,1%52,9%                         |                                    |                                    |
| 0 — 14 років                       | 0 — 14 років                       |                                    | 14,7%                              | 14,7%                              |
| 15 — 64 років                      | 15 — 64 років                      |                                    | 57,9%                              | 57,9%                              |
| 65 і більше                        | 65 і більше                        |                                    | 27,4%                              | 27,4%                              |
| 85 і більше                        | 85 і більше                        |                                    | 3,3%                               | 3,3%                               |
| 100 і більше                       | 100 і більше                       |                                    | 0,1%                               | 0,1%                               |
| Середній вік (років)               | Середній вік (років)               | 46,247,7                           | 47,0                               | 47,0                               |
| Медіана (років)                    | Медіана (років)                    | 50,251,9                           | 51,2                               | 51,2                               |
| — чоловіки — жінки                 |                                    |                                    |                                    |                                    |

| Походження мешканців:     | Походження мешканців:     | Походження мешканців: | Походження мешканців: | Походження мешканців: |
| ------------------------- | ------------------------- | --------------------- | --------------------- | --------------------- |
| Походження                |                           |                       | осіб                  | %                     |
| Корінні американці        | Корінні американці        |                       | 735                   | 8.8%                  |
| Інше північноамериканське | Інше північноамериканське |                       | 2 420                 | 28.96%                |
| Європейське               | Європейське               |                       | 7 270                 | 87.01%                |
| британське                | британське                |                       | 5 710                 | 68.34%                |
| французьке                | французьке                |                       | 895                   | 10.71%                |
| українське                | українське                |                       | 560                   | 6.7%                  |
| Латинськоамериканське     | Латинськоамериканське     |                       | 20                    | 0.24%                 |
| Карибське                 | Карибське                 |                       | 25                    | 0.3%                  |
| Африканське               | Африканське               |                       | 65                    | 0.78%                 |
| Азійське                  | Азійське                  |                       | 305                   | 3.65%                 |
| Океанійське               | Океанійське               |                       | 40                    | 0.48%                 |

| Зайнятість населення за галузями (за класифікацією NOC): | Зайнятість населення за галузями (за класифікацією NOC): | Зайнятість населення за галузями (за класифікацією NOC): | Зайнятість населення за галузями (за класифікацією NOC): | Зайнятість населення за галузями (за класифікацією NOC): |
| -------------------------------------------------------- | -------------------------------------------------------- | -------------------------------------------------------- | -------------------------------------------------------- | -------------------------------------------------------- |
|                                                          |                                                          |                                                          |                                                          |                                                          |
| Управління                                               | Управління                                               |                                                          | 9,9%                                                     | 9,9%                                                     |
| Бізнес, фінанси та адміністрування                       | Бізнес, фінанси та адміністрування                       |                                                          | 15,1%                                                    | 15,1%                                                    |
| Природничі та прикладні науки                            | Природничі та прикладні науки                            |                                                          | 5,4%                                                     | 5,4%                                                     |
| Охорона здоров'я                                         | Охорона здоров'я                                         |                                                          | 7,8%                                                     | 7,8%                                                     |
| Освіта, правозахист, муніципальні та урядові служби      | Освіта, правозахист, муніципальні та урядові служби      |                                                          | 12,2%                                                    | 12,2%                                                    |
| Мистецтво, культура, відпочинок та спорт                 | Мистецтво, культура, відпочинок та спорт                 |                                                          | 3,4%                                                     | 3,4%                                                     |
| Роздрібна торгівля та послуги                            | Роздрібна торгівля та послуги                            |                                                          | 22,8%                                                    | 22,8%                                                    |
| Гуртова торгівля, транспорт та обладнання                | Гуртова торгівля, транспорт та обладнання                |                                                          | 17,6%                                                    | 17,6%                                                    |
| Природні ресурси, сільське господарство                  | Природні ресурси, сільське господарство                  |                                                          | 2,4%                                                     | 2,4%                                                     |
| Виробництво                                              | Виробництво                                              |                                                          | 3,4%                                                     | 3,4%                                                     |

## Клімат
Середня річна температура становить 9°C, середня максимальна – 19,7°C, а середня мінімальна – -2,2°C. Середня річна кількість опадів – 1 367 мм.
| Клімат поселення                              | Клімат поселення | Клімат поселення | Клімат поселення | Клімат поселення | Клімат поселення | Клімат поселення | Клімат поселення | Клімат поселення | Клімат поселення | Клімат поселення | Клімат поселення | Клімат поселення | Клімат поселення |
| Показник                                      | Січ.             | Лют.             | Бер.             | Квіт.            | Трав.            | Черв.            | Лип.             | Серп.            | Вер.             | Жовт.            | Лист.            | Груд.            |                  |
| Середній максимум, °C                         | 6,93             | 8,10             | 9,89             | 12,31            | 15,56            | 18,29            | 19,34            | 19,74            | 16,89            | 12,55            | 8,16             | 5,34             |                  |
| Середня температура, °C                       | 2,39             | 3,56             | 5,34             | 7,78             | 11,01            | 13,75            | 16,42            | 16,81            | 13,98            | 9,62             | 5,24             | 2,42             |                  |
| Середній мінімум, °C                          | −2,17            | −0,99            | 0,80             | 3,24             | 6,46             | 9,22             | 13,49            | 13,89            | 11,05            | 6,69             | 2,31             | −0,52            |                  |
| Норма опадів, мм                              | 229              | 141              | 135              | 80               | 56               | 45               | 27               | 36               | 41               | 129              | 221              | 227              |                  |
| Середньомісячна швидкість вітру, м/с          | 3.54             | 3.44             | 3.51             | 3.44             | 3.33             | 3.34             | 3.19             | 2.92             | 2.67             | 2.95             | 3.57             | 3.63             |                  |
| Середньомісячна сонячна радіація, кДж/м²·день | 3120             | 5933             | 9894             | 14794            | 18625            | 19932            | 21075            | 18100            | 13068            | 7127             | 3631             | 2481             |                  |
| --------------------------------------------- | ---------------- | ---------------- | ---------------- | ---------------- | ---------------- | ---------------- | ---------------- | ---------------- | ---------------- | ---------------- | ---------------- | ---------------- | ---------------- |
| Джерело:                                      |                  |                  |                  |                  |                  |                  |                  |                  |                  |                  |                  |                  |                  |